# Каменушка (Зоринський район)
Камену́шка (рос. Каменушка) — селище у складі Зоринського району Алтайського краю, Росія. Входить до складу Яновської сільської ради.

## Населення
Населення — 192 особи (2010; 185 у 2002).
Національний склад (станом на 2002 рік):
- росіяни — 93 %